# John Smith Flett
Sir John Smith Flett (26 juin 1869 – 26 janvier 1947) est un géologue écossais. Il est élu membre de la Royal Society en 1913, reçoit la Bolitho Medal de la Royal Geological Society of Cornwall en 1917 et fait Chevalier de l'Empire Britannique en 1925. Il reçoit la médaille Wollaston en 1935. 